# Wolf (videojuego)
Wolf es un videojuego de simulación de vida publicado en 1994 en el cual el jugador controla a un lobo. En 1995 se publicó una secuela, Lion, en el que el jugador debe vivir como un león.
La jugabilidad se divide en dos partes. La primera es un modo no lineal, donde el jugador no tiene un objetivo predeterminado. La segunda es un modo escenario, donde el jugador debe completar objetivos específicos. Esto es comparable a las aventuras (quests) dadas en los videojuegos de rol.
Una característica destacable de este videojuego es el material educativo del que dispone. Incluye material multimedia, tales como videoclips y animaciones de lobos, y una sección de información acerca de estos animales.

## Jugabilidad
El objetivo principal del videojuego es sobrevivir como un lobo. Esto se logra manteniendo la salud, hambre, vigor y sed del lobo en niveles adecuados. El estado de estas estadísticas es mostrado en la parte inferior de la pantalla. Esta parte de la pantalla además puede ser usada para iniciar acciones tales como comer, beber, dormir, y usar los sentidos del lobo, aunque también hay teclas que cumplen con el mismo propósito. Los sentidos del lobo (visión, olfato y oído) son usados para ubicar a las presas y evadir a cazadores humanos.